# Lake Webster
Lake Webster är en sjö i Australien. Den ligger i delstaten Tasmanien, i den sydöstra delen av landet, omkring 64 kilometer väster om delstatshuvudstaden Hobart. 
I omgivningarna runt Lake Webster växer i huvudsak städsegrön lövskog. Trakten runt Lake Webster är nära nog obefolkad, med mindre än två invånare per kvadratkilometer. Genomsnittlig årsnederbörd är 1 164 millimeter. Den regnigaste månaden är september, med i genomsnitt 142 mm nederbörd, och den torraste är februari, med 49 mm nederbörd.